# Deutsche Energiewirtschaft

Kohlebilanz Deutschlands (seit 1980)

Erdgasbilanz Deutschlands (seit 1970)

Die deutsche Energiewirtschaft hat Parallelen zur Energiewirtschaft in anderen europäischen Ländern.
Im 21. Jahrhundert wird in vielen Industrienationen eine Energiewende zur Nutzung nachhaltiger Energiequellen vollzogen. Deutschland hatte dabei ungefähr von 2004 bis etwa 2012 eine Vorreiterrolle inne, vor allem bei der Nutzung der Sonnenenergie mit der Photovoltaik. Seitdem hinkt Deutschland hinterher und erreichte 2018 im vom Weltwirtschaftsforum und von McKinsey ermittelten internationalen Energiewende-Index nur noch Mittelmaß. Zum aktuellen Stand der umweltfreundlichen Energiegewinnung siehe den Artikel Erneuerbare Energien in Deutschland, zur Entwicklungsgeschichte und der politischen Diskussion siehe den Artikel Energiewende in Deutschland.

## Geschichte

Historische Entwicklung der CO₂-Emissionen

In Deutschland bildete sich eine staatlich kontrollierte Struktur regionaler Monopole mit definierten und staatlich garantierten Demarkationslinien auf nationaler Ebene einerseits und auf der Ebene der kommunalen Energieversorgungsunternehmen (EVU, Stadtwerke) andererseits heraus. Hierbei spielte das von den Nationalsozialisten zur Vorbereitung auf die Kriegswirtschaft 1935 auf den Weg gebrachte Energiewirtschaftsgesetz (EnWG) eine zentrale Rolle. Den Kommunen obliegt die Sicherstellung der Energieversorgung im Rahmen der kommunalen Daseinsvorsorge, die mit dem Grundgesetz in der Bundesrepublik Verfassungsrang erhielt.
Während in der Deutschen Demokratischen Republik (DDR) die Ebene der kommunalen Versorgungsstrukturen an die zentralistische Planung der landesweiten Energieversorgung angepasst wurde, behielt die Bundesrepublik die horizontal zweigeteilte Struktur und im Wesentlichen auch das Energiewirtschaftsgesetz (EnWG) von 1935 bei. Mit dem Beitritt der DDR zur Bundesrepublik Deutschland wurde in den neu entstandenen Bundesländern die kommunale Versorgungsstruktur restituiert.
In den 1970er und 1980er Jahren kam es in Deutschland zu erbitterten Auseinandersetzungen um die Nutzung der Kernenergie. In der Anti-AKW-Bewegung hatten die Grünen eine ihrer stärksten Wurzeln. Die rot-grüne Bundesregierung (1998–2005) unter Kanzler Gerhard Schröder vereinbarte im Rahmen von Energiekonsens-Gesprächen mit den deutschen Betreibern von Kernkraftwerken einen Atomausstieg.
Mit der Novelle des EnWG im Jahr 1998 wurde der Weg der schrittweisen Liberalisierung der Energiewirtschaft begonnen. Sie wurde durch eine entsprechende Richtlinie der Europäischen Union von 1996 notwendig.
Am 13. Juli 2005 ist eine weitere Novelle (Zweites Gesetz zur Neuregelung des Energiewirtschaftsrechtes) in Kraft getreten.
Im Jahr 2005 konnte Deutschland in der Gesamtbilanz zwischen Stromexport und -import einen Exportüberschuss von 8,5 Mrd. kWh verzeichnen. 2007 betrug der Überschuss 19,1 Mrd. kWh und 2009 14,3 Mrd. kWh. 2012 betrug der Exportüberschuss 23 Mrd. kWh.
2007 beschloss die Bundesnetzagentur die Geschäftsprozesse zur Kundenbelieferung mit Elektrizität. Damit werden alle Prozesse zwischen den beteiligten Marktakteuren (Verteilnetzbetreiber, alter und neuer Lieferant), die mit dem Lieferantenwechsel eines Stromkunden einhergehen und die zur ordnungsgemäßen Abwicklung der Belieferung des Kunden notwendig sind, reguliert. Grund für die Regulierung war eine bis dahin unzureichende Anwendung, der von den beteiligten Marktakteuren selbsttätig entwickelten Prozesse zur Umsetzung der Vorgaben aus dem EnWG, da diesen die Rechtsverbindlichkeit fehlte. Diese wurde durch die behördliche Regulierung hergestellt.
2009 folgte die nächste Regulierung des Strommarktes durch die Bundesnetzagentur. Die am 10. Juni 2009 beschlossenen Marktregeln für die Durchführung der Bilanzkreisabrechnung Strom, kurz MaBiS, regulieren die Bilanzierung der in einem Monat im Stromnetz verteilten Energiemengen und die Abrechnung der Bilanzkreise. Auch hier war ein wesentlicher Grund, dass die im Markt entwickelten Regelungen aufgrund der fehlenden Rechtsverbindlichkeit nur unzureichend Anwendung fanden. Folge waren z. T. erhebliche Nachteile und vor allem finanzielle Risiken besonders für die Energielieferanten. Die MaBiS trat vollumfänglich am 1. Juni 2010 in Kraft. Für eine Beschreibung der Energieversorgungsprozesse im Rahmen der neuregulierten Energiewirtschaft siehe den Artikel Energiemarkt.
Im Zuge der Energiewende seit 2000 hat die wirtschaftliche Bedeutung erneuerbarer Energien stark zugenommen, die inzwischen einen erheblichen Wirtschaftsfaktor für die deutsche Industrie darstellen. Im Jahr 2021 deckten erneuerbare Energien 19,7 % des gesamten Endenergieverbrauchs. 41,1 % des Stroms stammten aus erneuerbaren Energien, 16,5 % der Wärme, während im Verkehrssektor der Anteil bei 6,8 % lag.
Mit Stand 2014 förderte Deutschland mehr Braunkohle als jedes andere Land.
Nach dem russischen Einmarsch in der Ukraine Anfang 2022 wurde die Wiederherstellung der Energiesicherheit zu einem starken Thema der Energiepolitik Deutschlands. Zu dem Zeitpunkt war Deutschland stark vom Import fossiler Energieträger aus Russland abhängig. So stammten vor Kriegsbeginn ca. 50 % der in Deutschland genutzten Steinkohle, ca. 35 % des Erdöls und ca. 55 % des Erdgases aus Russland. Um Deutschland aus dem "Klammergriff der russischen Importe zu lösen" kündigte der deutsche Energieminister Robert Habeck eine Diversifizierung der Energieimporte, Energiesparmaßnahmen sowie Programme zum Austausch von Öl- und Gasheizungen an. Wie schnell Deutschland auf russische Gasimporte verzichten könne, hänge aber nicht zuletzt vom Ausbau der erneuerbaren Energien sowie von Energieeinsparungen ab. Infolge der daraufhin eingeleiteten Gaseinsparungen sowie der Diversifikation der Gasbezugsquellen fiel der Anteil russischen Erdgases von 55 % im 2021 auf 20 % im Jahr 2022. Im Jahr 2020 gingen 36 % des deutschen Erdgasverbrauchs auf die Industrie zurück. Haushalte verbrauchten 31 % des Gases, die Stromerzeugung 14 %, Handel und Gewerbe 12 % und die Fernwärme 7 %. 0,2 % wurden im Verkehr genutzt.

## Stromerzeugung
Strom wurde 2021 in Deutschland mit einem Anteil von 28,1 % mit Kohle erzeugt (36 % im Jahr 2018, 23,7 % 2020). Der Anteil erneuerbarer Energien stieg von 2003 bis 2020 stetig an, hauptsächlich von dem Ausbau der Windkraft getragen; er lag 2020 bei 44,9 % und damit deutlich über dem von Kohle.

## Verbände
In Deutschland gibt es zahlreiche Energiewirtschafts-Verbände, nachfolgend eine Auswahl:
- Bundesverband der Energie- und Wasserwirtschaft (BDEW)
- Deutsche Vereinigung des Gas- und Wasserfaches (DVGW)
- Bundesverband Neuer Energieanbieter (bne)
- Mittelständische Energiewirtschaft Deutschland (MEW)
- Verband kommunaler Unternehmen (VKU)
- Europäischer Verband der unabhängigen Strom- und Gasverteilerunternehmen (GEODE)
- Verband der Industriellen Energie- und Kraftwirtschaft (VIK)
- Bundesverband Erneuerbare Energie (BEE)

Der Bundesverband der Energie- und Wasserwirtschaft entstand im Jahr 2007 aus dem Zusammenschluss der Verbände Bundesverband der deutschen Gas- und Wasserwirtschaft (BGW), Verband der Elektrizitätswirtschaft (VDEW), Verband der Netzbetreiber (VDN) und dem Verband der Verbundunternehmen und Regionalen Energieversorger in Deutschland (VRE).

### Fachbücher
- Heinz-Josef Bontrup, Ralf-Michael Marquardt, Werner Voß: Kritisches Handbuch der deutschen Elektrizitätswirtschaft: Branchenentwicklung, Unternehmensstrategien, Arbeitsbeziehungen (= Forschung aus der Hans-Böckler-Stiftung. Band 112). 2., unveränderte  Auflage. edition sigma, Berlin 2011, ISBN 978-3-8360-8712-4.
- Thomas Schöne: Vertragshandbuch Stromwirtschaft: praxisgerechte Gestaltung und rechtssichere Anwendung (= Energierecht). 2., überarb.  Auflage. EW Medien und Kongresse, 2014, ISBN 978-3-8022-1122-5.
- Hans-Wilhelm Schiffer: Energiemarkt Deutschland: Daten und Fakten zu konventionellen und erneuerbaren Energien. Springer Fachmedien Wiesbaden, Wiesbaden 2019, ISBN 978-3-658-23023-4, doi:10.1007/978-3-658-23024-1.
- Jens-Peter Schneider, Christian Theobald: Recht der Energiewirtschaft: Praxishandbuch. 5., neu bearbeitete  Auflage. C.H. Beck, München 2021, ISBN 978-3-406-73876-0.

### Ältere Werke
- Wilm Tegethoff: Das Recht der öffentlichen Energieversorgung, ETV seit 1982 (Erstauflage), zusammen mit Ulrich Büdenbender, Heinz Klinger
- Wilm Tegethoff: Probleme der räumlichen Energieversorgung, Vincentz Hannover 1986, ISBN 3-87870-765-7.
- Christian Held, Peter Becker (Hrsg.): Kommunale Wirtschaft im 21. Jahrhundert: Rahmenbedingungen, Strategien und Umsetzungen. VWEW-Energieverlag, 2006, ISBN 978-3-8022-0780-8.